# Konnect Entertainment
Konnect Entertainment (tiếng Hàn: 커넥트 엔터테인먼트; cách điệu là KONNECT Entertainment) là một công ty giải trí của Hàn Quốc được thành lập vào ngày 5 tháng 6 năm 2019 bởi Kang Daniel. Công ty có trụ sở tại quận Gangnam của Seoul, Hàn Quốc. Kể từ tháng 8 năm 2021, Konnect quản lý các nghệ sĩ solo Kang Daniel, Chancellor và Yuju trong khi quản lý các hoạt động trong nước của nghệ sĩ solo CL.

## Lịch sử
Konnect Entertainment được thành lập vào ngày 5 tháng 6 năm 2019 với tư cách là công ty một thành viên cho và bởi Kang Daniel. Cái tên "Konnect" là sự kết hợp của từ "Korea" và "connect", điều này cho thấy mục tiêu của anh là kết nối Hàn Quốc với phần còn lại của thế giới thông qua các hoạt động trong tương lai của anh.
Ngay sau khi nhóm nhạc nam dự án Wanna One tan rã, nó được tiết lộ rằng Daniel đang trong một cuộc tranh chấp pháp lý với công ty cũ của mình do chuyển giao các quyền hợp đồng độc quyền của anh cho bên thứ ba mà không có sự đồng ý trước của anh. Tranh chấp này dẫn đến việc anh phải gián đoạn 6 tháng trong ngành giải trí cho đến khi Tòa án quận trung tâm Seoul đưa ra phán quyết có lợi cho anh, cho phép đình chỉ hợp đồng của anh. Phán quyết này có nghĩa là anh có thể theo đuổi các hoạt động giải trí cá nhân mà không có bất kỳ sự can thiệp nào từ công ty quản lý cũ của mình. Sau khi nhận được sự giúp đỡ từ nhiều chuyên gia cũng như luật sư của mình, Daniel đã thành lập cả KD Corporation Ltd. và Konnect Entertainment. Một đại diện từ công ty tiết lộ rằng:
"Daniel quyết định đi theo hướng thành lập cơ quan một người sau khi cân nhắc mọi góc độ có thể về cơ cấu công ty nào phù hợp nhất với các hoạt động lâu dài của anh. Quyết định của anh cũng bị ảnh hưởng nặng nề bởi việc anh muốn quay trở lại với người hâm mộ của mình, những người đã chờ đợi từ lâu, càng nhanh càng tốt."
Về phía KD Corporation Ltd., kế hoạch phân nhánh sang nhiều hướng kinh doanh khác nhau trong tương lai đã được công bố. Vào tháng 2 năm 2020, một quán cà phê trên tầng một của tòa nhà Konnect Entertainment ở quận Gangnam, Seoul có tên là Cafe de Konnect chính thức mở cửa hoạt động. Nó đã tổ chức một sự kiện chỉ dành cho người hâm mộ vào ngày 19 và 20 tháng 2 trước khi mở cửa cho công chúng vào ngày hôm sau. Sự kiện dành cho người hâm mộ cho phép 100 người hâm mộ yêu cầu một thức uống miễn phí sau khi xuất trình thẻ thành viên của họ từ fancafe chính thức của Daniel trên cơ sở ai đến trước được phục vụ trước. Trong cùng tháng, Kakao Friends đã phát hành thực đơn đồ uống và tráng miệng phiên bản giới hạn như một phần của dây chuyền hợp tác với Daniel cho 3 quán cà phê bao gồm Cafe de Konnect.
Vào tháng 2 năm 2021, Konnect Entertainment thông báo rằng họ sẽ phát hành một ứng dụng di động cho fancafe chính thức của Daniel, trước đó đã được đặt trên trang web chính thức của công ty. Ứng dụng đã được phát hành miễn phí cho hệ điều hành iOS trên Apple App Store và cho Android trên Google Play Store vào ngày 30 tháng 3 năm 2021. Đây là lần đầu tiên một nghệ sĩ ở Hàn Quốc phát hành ứng dụng của riêng họ. Được phát triển bởi Konnect và có tên "KANGDANIEL", dịch vụ mạng xã hội này có chức năng dịch tự động với 10 ngôn ngữ có thể dịch được bao gồm: tiếng Hàn, tiếng Anh, tiếng Trung giản thể, tiếng Trung phồn thể, tiếng Nhật, tiếng Indonesia, tiếng Mã Lai, tiếng Tây Ban Nha, tiếng Bồ Đào Nha và tiếng Thái.
Vào tháng 8 năm 2021, có thông báo rằng ca sĩ kiêm nhạc sĩ và nhà sản xuất Chancellor đã ký hợp đồng độc quyền với Konnect Entertainment. Công ty đã xác nhận điều này và cho biết "chúng tôi sẽ không tiếc công sức để hỗ trợ anh để anh có thể thể hiện hết tiềm năng của mình với tư cách là một nhà sản xuất và nghệ sĩ". Vào ngày 1 tháng 9 năm 2021, Yuju đã ký hợp đồng độc quyền với Konnect Entertainment.

## Quan hệ đối tác
Vào tháng 7 năm 2019, Sony Music Korea xác nhận rằng họ sẽ chịu trách nhiệm vừa là nhà đầu tư vừa là nhà phân phối của mini album solo đầu tay của Daniel, Color on Me. Kể từ đó, công ty đã tiếp tục phân phối các tác phẩm tiếp theo của Daniel bao gồm cả bộ ba mini album của anh: Cyan, Magenta và Yellow.
Vào tháng 4 năm 2021, công ty phát triển trò chơi Hàn Quốc Dalcomsoft đã tiết lộ ứng dụng trò chơi nhịp điệu tiếp theo của họ có âm nhạc của Kang Daniel. Được phát triển bởi Dalcomsoft Inc. và hợp tác với Konnect Entertainment, ứng dụng được phát hành vào ngày 29 tháng 4 năm 2021 cho iOS trên Apple App Store và cho Android trên Google Play Store. "SuperStar KANGDANIEL" là phiên bản đầu tiên của loạt ứng dụng dành riêng cho nghệ sĩ solo. Hai tháng sau, có thông báo rằng CL đã ký hợp đồng quản lý trong nước với Konnect Entertainment. Công ty xác nhận rằng họ sẽ chịu trách nhiệm về các hoạt động trong nước của CL và cho biết "chúng tôi sẽ tích cực hỗ trợ CL để cô có thể thực hiện các hoạt động âm nhạc của mình với tư cách là một nhạc sĩ hàng đầu". Đây sẽ là một thỏa thuận hợp tác giữa Konnect Entertainment và công ty riêng của CL, Very Cherry.

## Từ thiện
Vào tháng 12 năm 2019, có thông tin tiết lộ rằng Konnect Entertainment đã tặng 31,000 gói bánh mì cho 31 ngân hàng bánh mì trên toàn quốc để cảm ơn người hâm mộ đã giúp đỡ những người gặp khó khăn trong ngày sinh nhật của Daniel. Vào tháng 12 năm 2020, Daniel và tất cả nhân viên trong công ty của anh đã tham gia vào chiến dịch "Please Protect Me" của Holt Children's Services (HCS) bằng cách làm thủ công và giao 100 bìa sách cho tổ chức nhân đạo. Tiền thu được từ bộ bìa sách do Konnect mua sẽ được sử dụng để cung cấp dịch vụ chăm sóc tinh thần và y tế, hỗ trợ nhà ở, sinh hoạt và giáo dục cho trẻ em có hoàn cảnh khó khăn.

## Nghệ sĩ
| - Kang Daniel - CL (đồng quản lý với Very Cherry) - Chancellor - Yuju | - Chancellor |

## Danh sách đĩa nhạc
- Kang Daniel – Color on Me (2019)
- Kang Daniel – Cyan (2020)
- Kang Daniel – Magenta (2020)
- Kang Daniel – Yellow (2021)

## Danh sách phim

### Video âm nhạc
| - "What Are You Up To (뭐해)" (2019) - "Touchin'" (2019) - "Adulthood" (2020) - "2U" (2020) - "Waves" (2020) | - "Who U Are (깨워)" (2020) - "Movie" (2020) - "Paranoia" (2021) - "Paranoia (Performance ver.)" (2021) - "Antidote" (2021) |

### Chương trình thực tế
- Colorful Daniel (2019)
- DaniTV (2020–21)